# Sege station
Sege station är en nedlagd järnvägsstation belägen i Sege i Skåne län. Den gränsar Malmö Burlöv golfklubbs golfkomplex i utkanten av Malmö.

## Historia
Sege station öppnades 1892 av Malmö–Tomelilla Järnväg (sedermera Malmö–Simrishamns Järnvägar). I samband med nedläggningen av persontrafiken på Simrisbanan 1970 nedgraderades stationen till lastplats och nedlades som dylik 1989. Spårområdet, dock igenväxt, samt stationshuset ligger kvar. Stationen hade 3 spår, eller för närvarande 2, och 1 stickspår till en större transformatoranläggning belägen norr om Sege. Stationshuset har i kommunens bevarandeplan från 2000 betecknats som en "bevarandevärd byggnad av kulturhistoriskt värde". Utredningar har gjorts om att återuppta tågtrafiken mellan Malmö och Simrishamn via Staffanstorp, vilket skulle betyda att persontåg åter börja passera Sege, dock utan uppehåll.